# Musée archéologique régional de Centuripe
 (octobre 2018).
Si vous disposez d'ouvrages ou d'articles de référence ou si vous connaissez des sites web de qualité traitant du thème abordé ici, merci de compléter l'article en donnant les références utiles à sa vérifiabilité et en les liant à la section « Notes et références ».

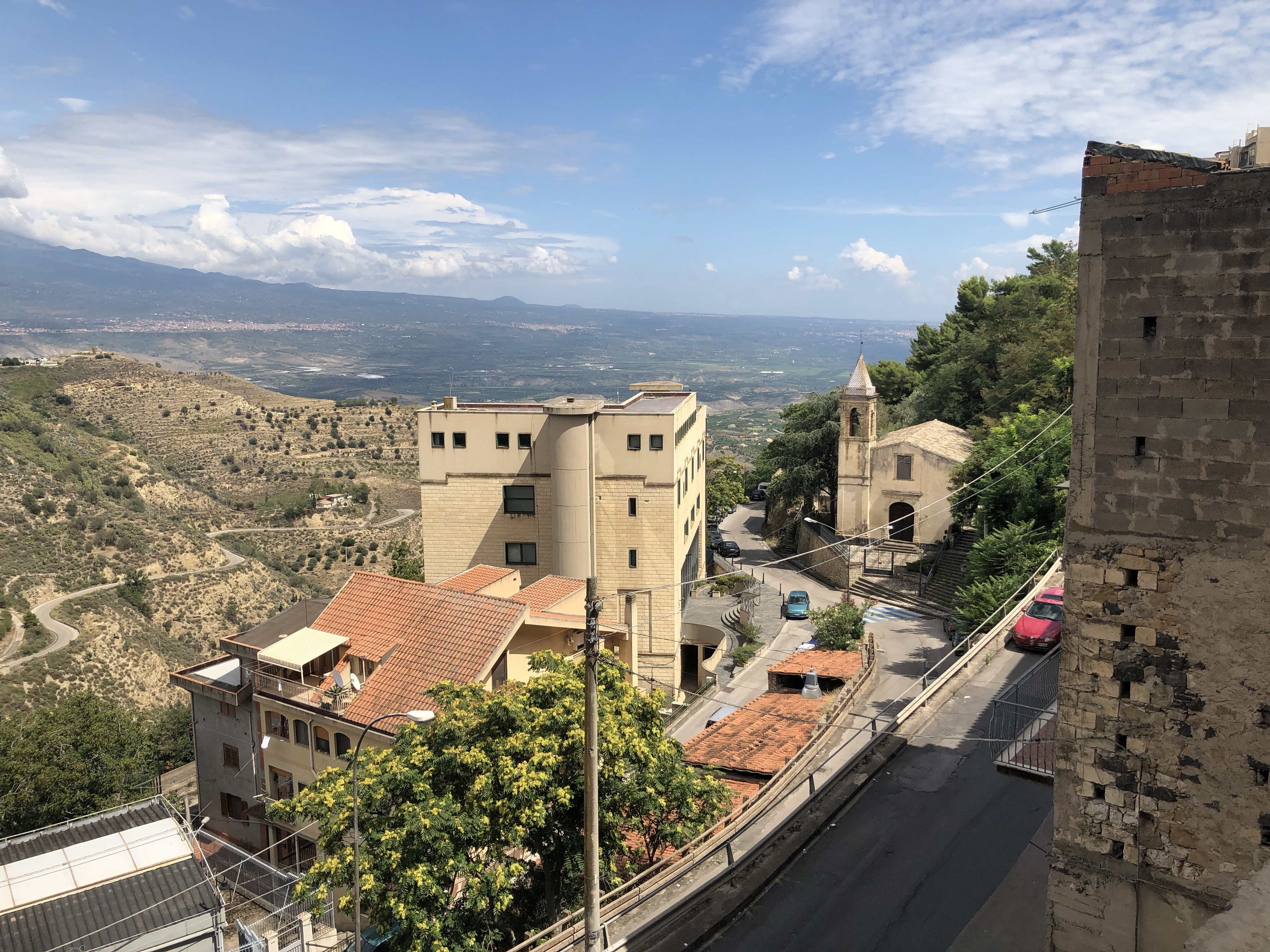
Musée de Centuripe

Le musée archéologique régional de Centuripe présente la plus grande collection de découvertes archéologiques romaines dans la Sicile intérieure. Il est situé dans la ville de Centuripe, près du temple des Augustales et d'autres sites archéologiques. Cela dépend du pôle régional de Piazza Armerina, Aidone et Enna de la Surintendance du patrimoine culturel et environnemental d'Enna.

## Histoire
À la suite des campagnes de fouilles menées au début du XXe siècle et dans les années 1920, la municipalité de Centuripe a rassemblé un certain nombre d’objets (sans les références contextuelles précises) et d’autres obtenus à partir des premières recherches archéologiques menées par l’Université de Catane. il a commandé une collection d'objets constituant son propre "musée civique". Les collections étaient conservées dans l'ancien siège du bâtiment municipal.
En 1956, l’administration municipale approuva un projet de construction d’un bâtiment muséal offrant une vue panoramique sur l’Etna et la vallée de Simeto. Le travail, cependant, a progressé lentement et s'est finalement arrêté pendant de nombreuses années jusqu'aux années 1980. Un nouveau projet développé par l'architecte Franco Minissi a mis en branle un processus constructif qui a duré encore une fois. À la fin des travaux, le matériau de la collection a trouvé un nouvel agencement plus adapté à l’importance de la collection d’art dans le nouveau grand bâtiment inauguré en décembre 2000.
Les collections de l'ancien musée municipal ont été intégrées aux conclusions des fouilles menées depuis 1968 par la Surintendance du patrimoine culturel. Cependant, un grand nombre d'objets et une grande partie de la coroplastique centuripine sont conservés au musée archéologique régional Paolo Orsi à Syracuse.
Le musée présente l'histoire de la ville depuis les temps les plus reculés jusqu'à sa destruction, avec environ 3000 artefacts.

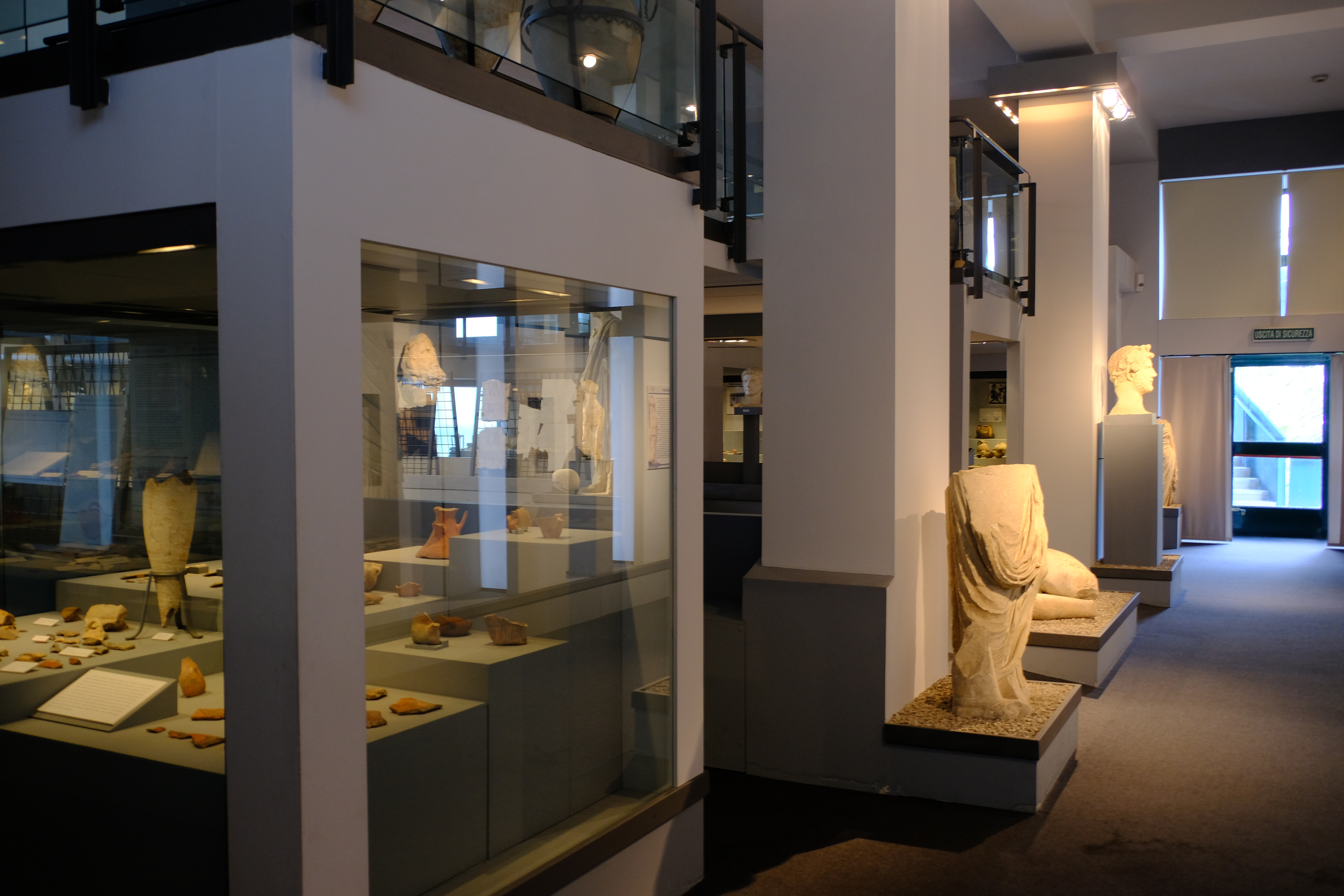
Salle du musée
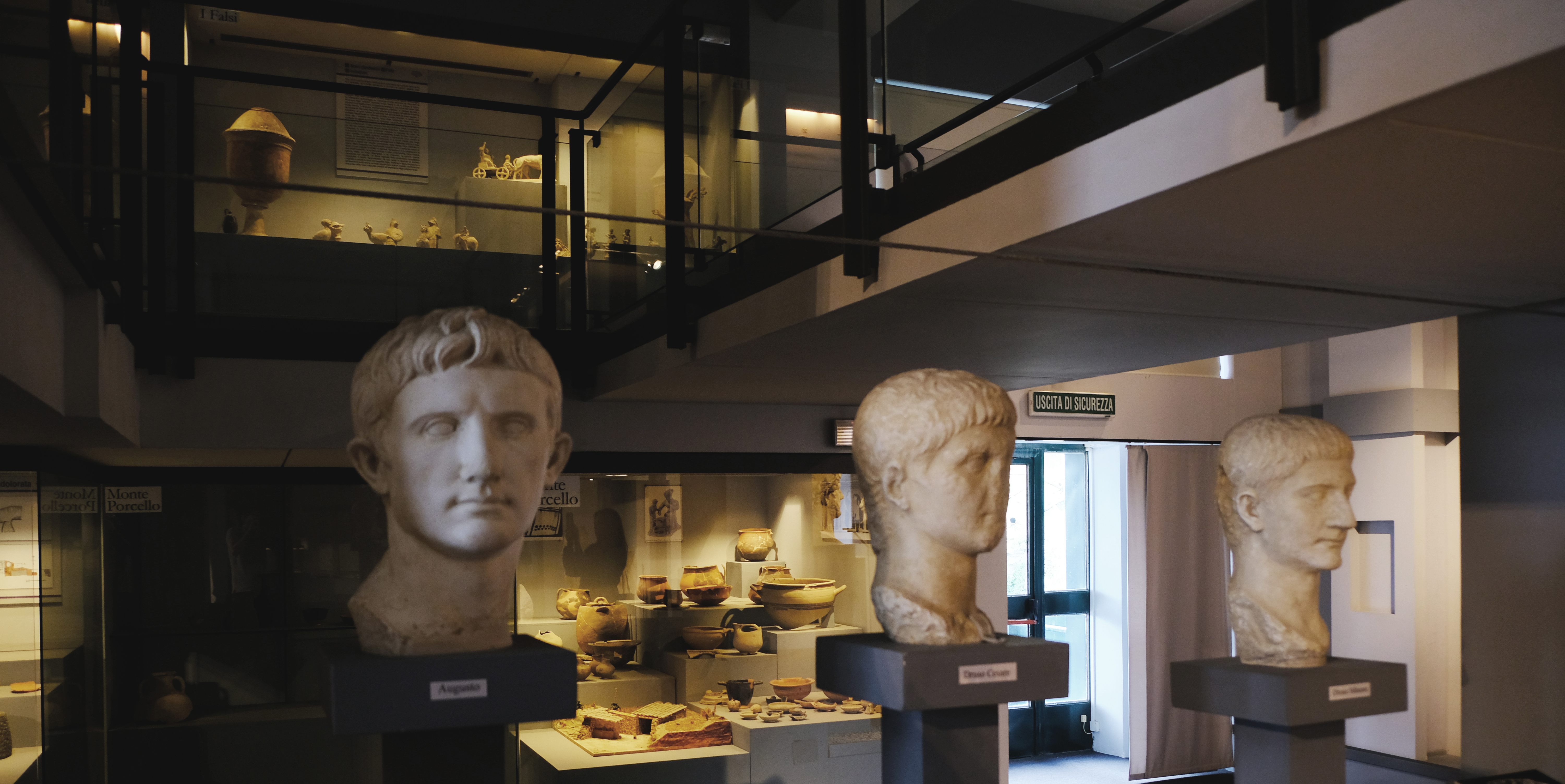
Une autre salle du musée

## Collections
Les collections sont réparties sur plusieurs étages.

### Niveau 1
L'étage révèle l'architecture et la vie quotidienne par des sculptures significatives d'époque romaine. La terre cuite locale de la période hellénistique a produit des masques et des statues qui montrent un haut niveau technique et des types originaux de formes et de sujets. 
L'espace central est consacré au complexe du temple Augustéen. On y trouve notamment : 
- une statue de Muse hellénistique ;
- une tête colossale de l'empereur Hadrien (IIe siècle), trouvée dans le district de Difesa ;
- des sculptures de l'édifice Augustéen, représentant des empereurs et des membres de la famille impériale ;
- un exceptionnel torse cuirassé en marbre, probablement d’Auguste ;
- une statue féminine sans tête avec des vêtements drapés qui enveloppent le corps.

Notable aussi est la présence de columbariums, rares en Sicile et pourtant trouvés en grande quantité à Centuripe. Les columbariums exposés ont généralement été retrouvés dans les tombes familiales et portent les noms des défunts.

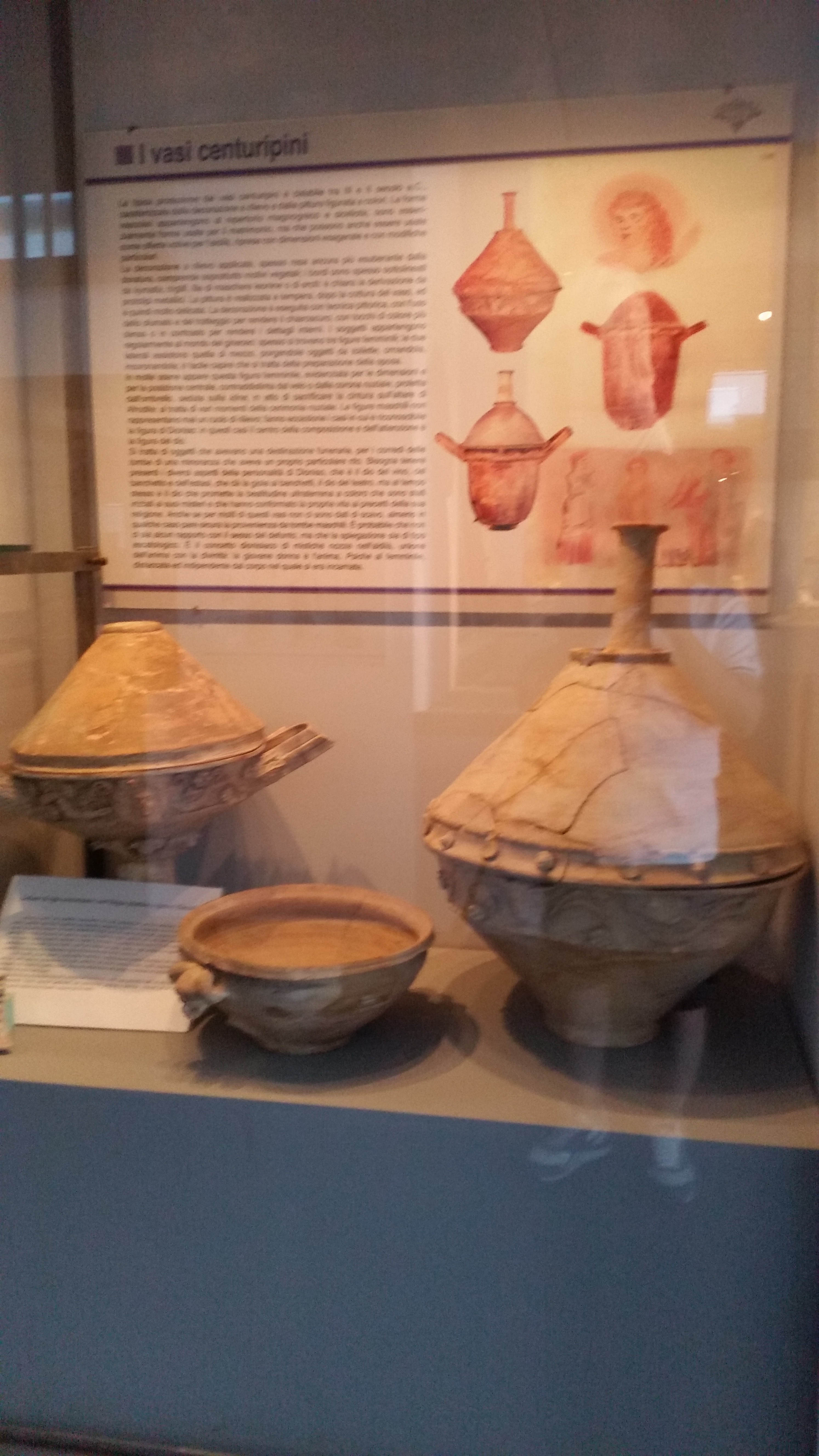
Lékanis et cratères de Centuripe
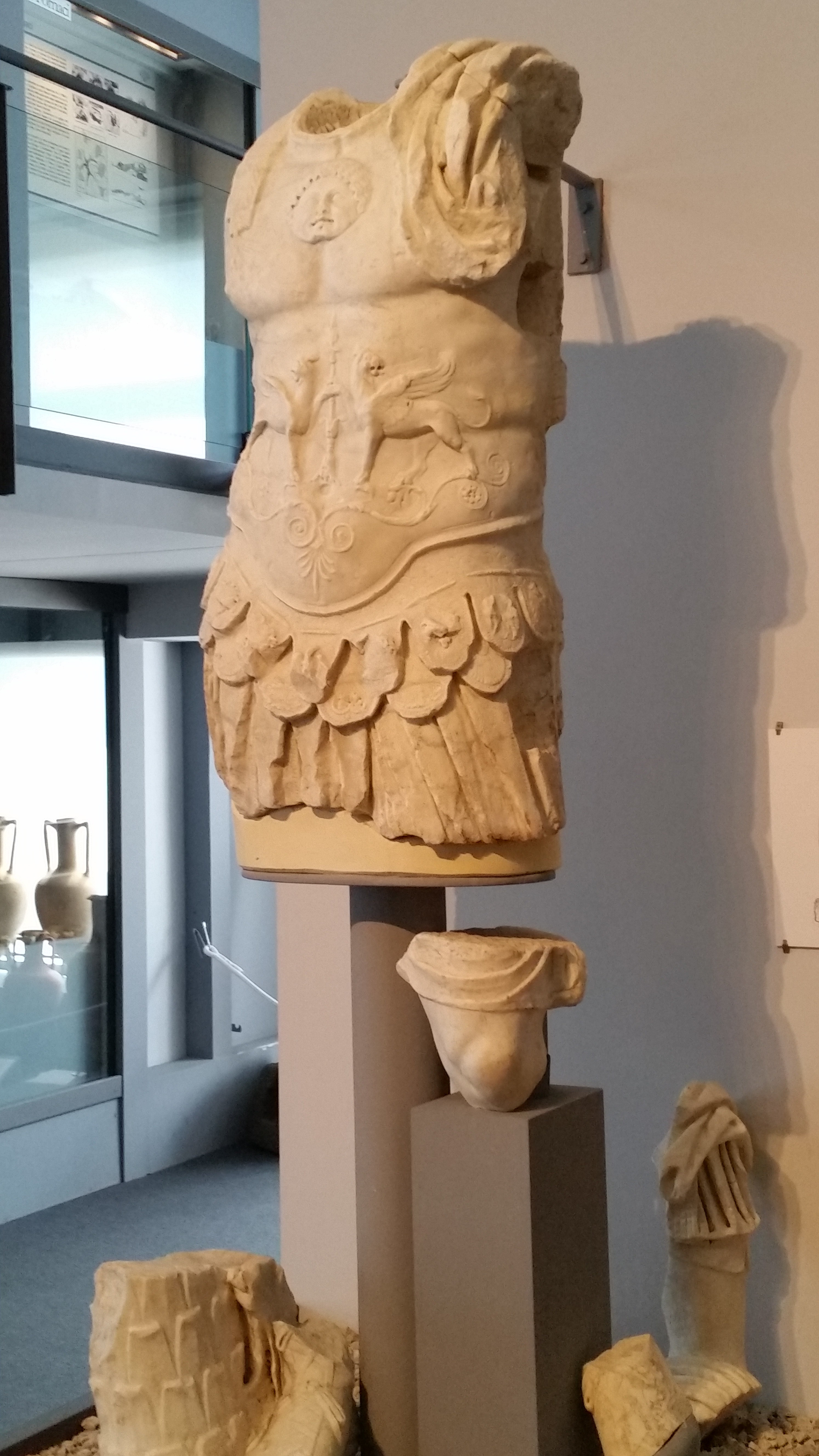
Buste sans tête d'Auguste
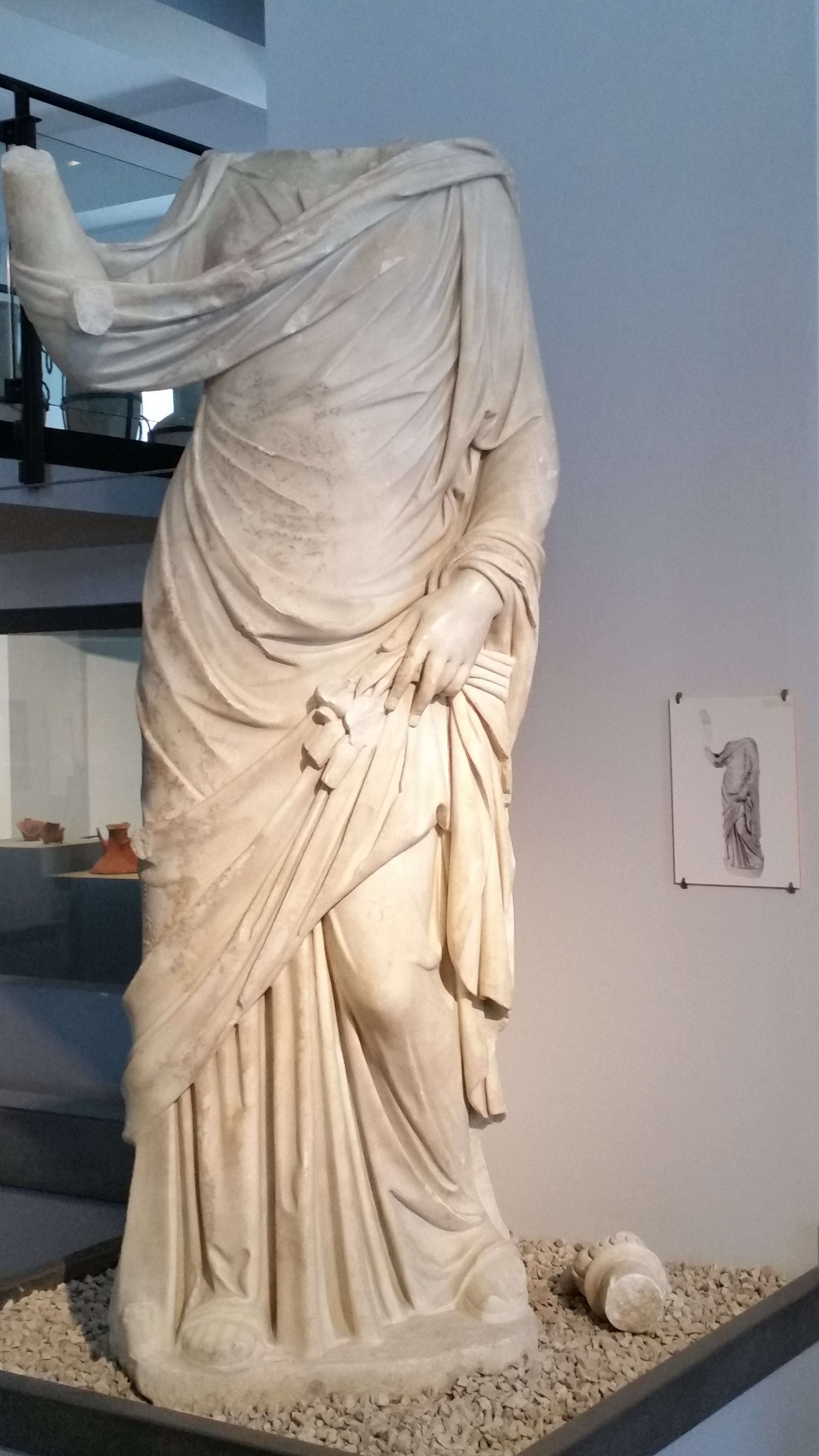
Statue de femme sans tête
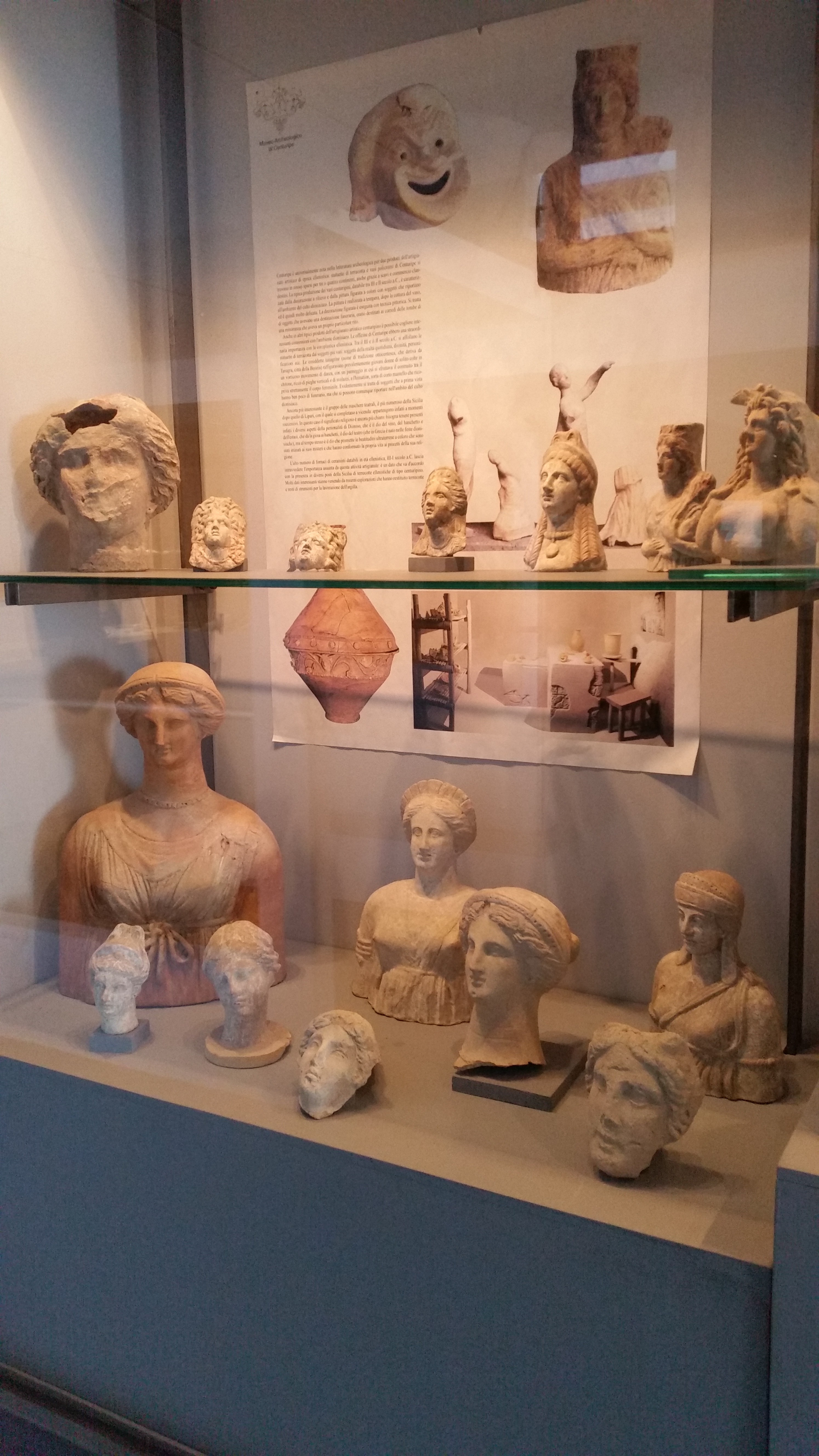
Décorations funéraires
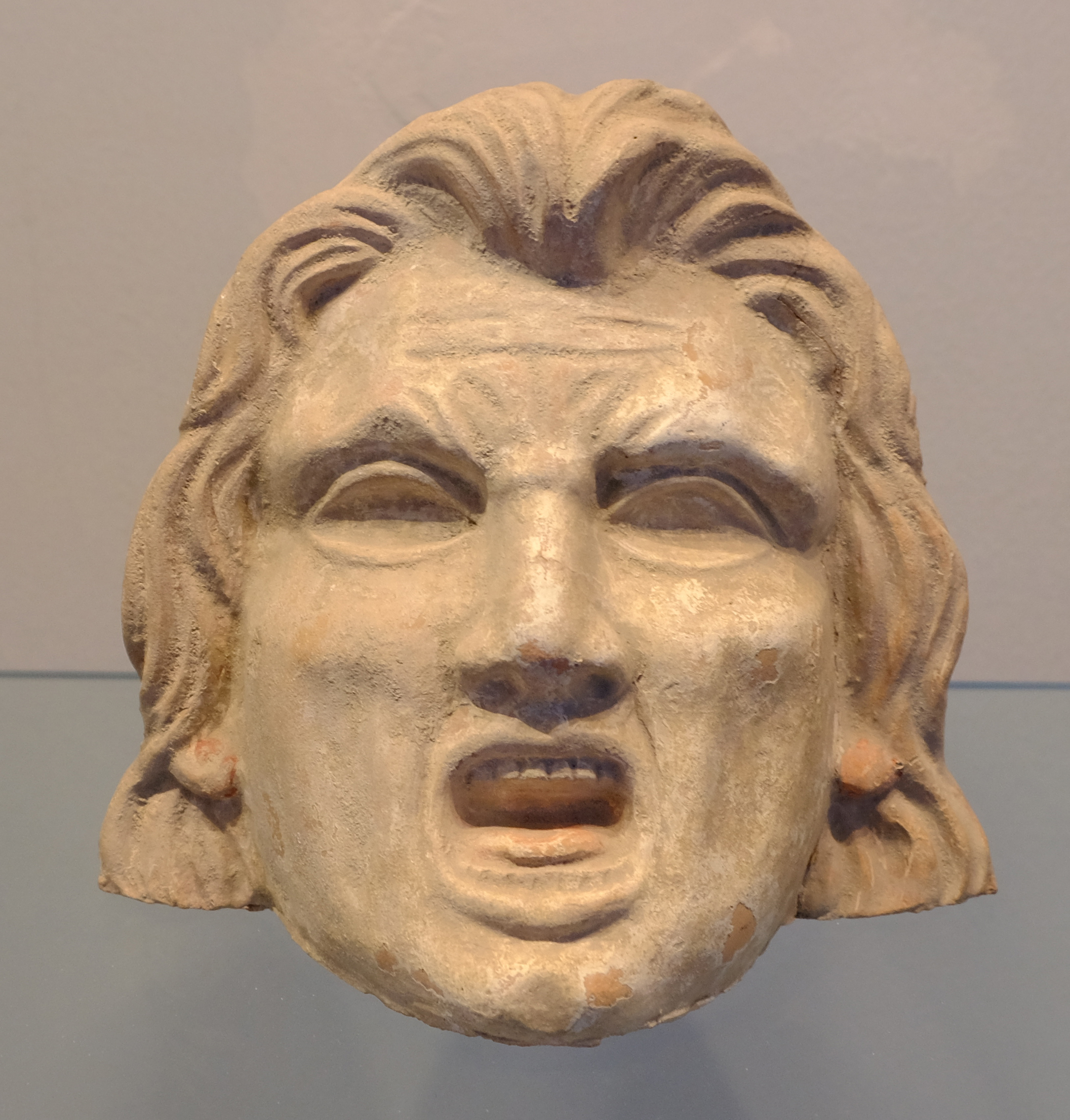
Masque dans le style de Centuripe
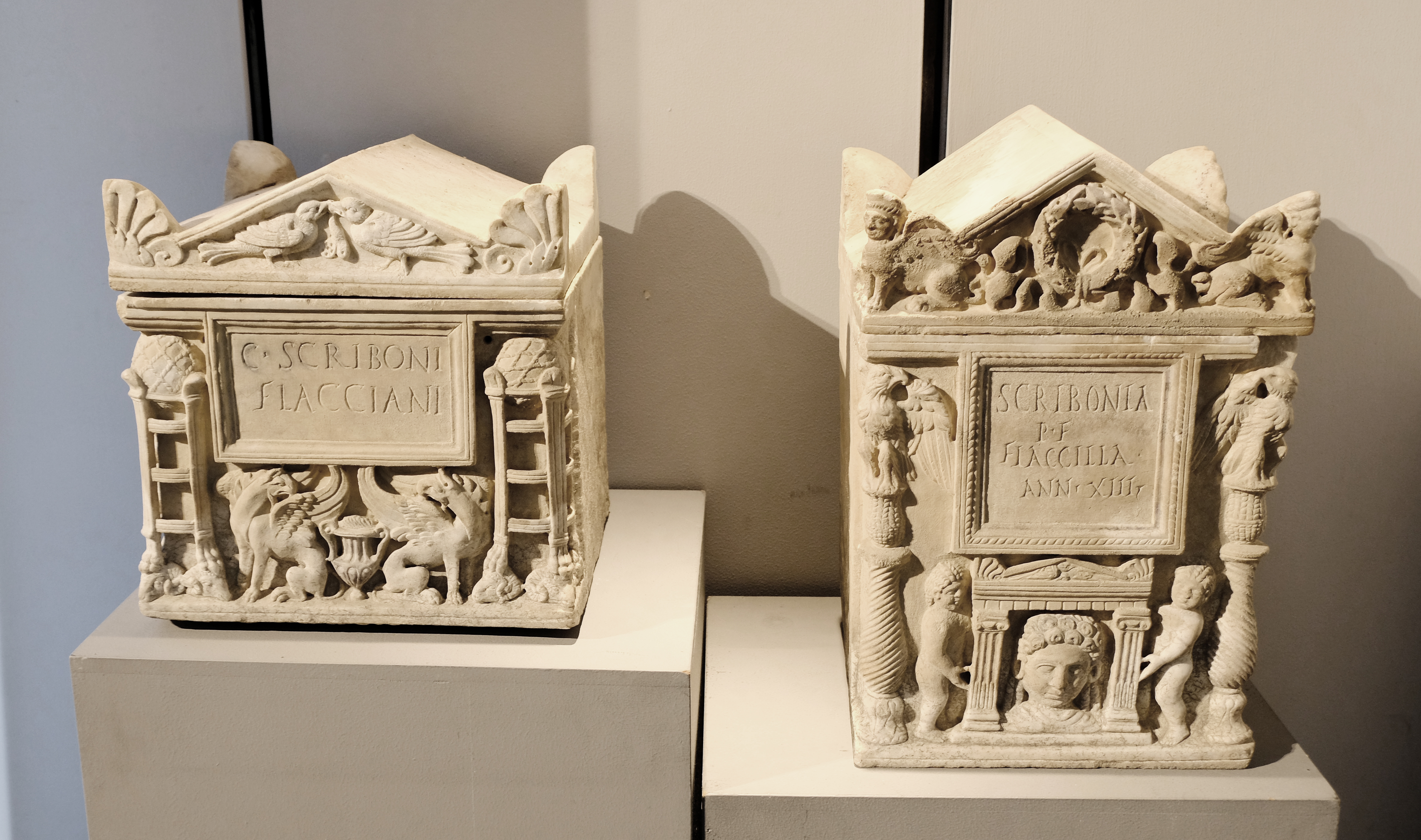
Columbariums de Centuripe
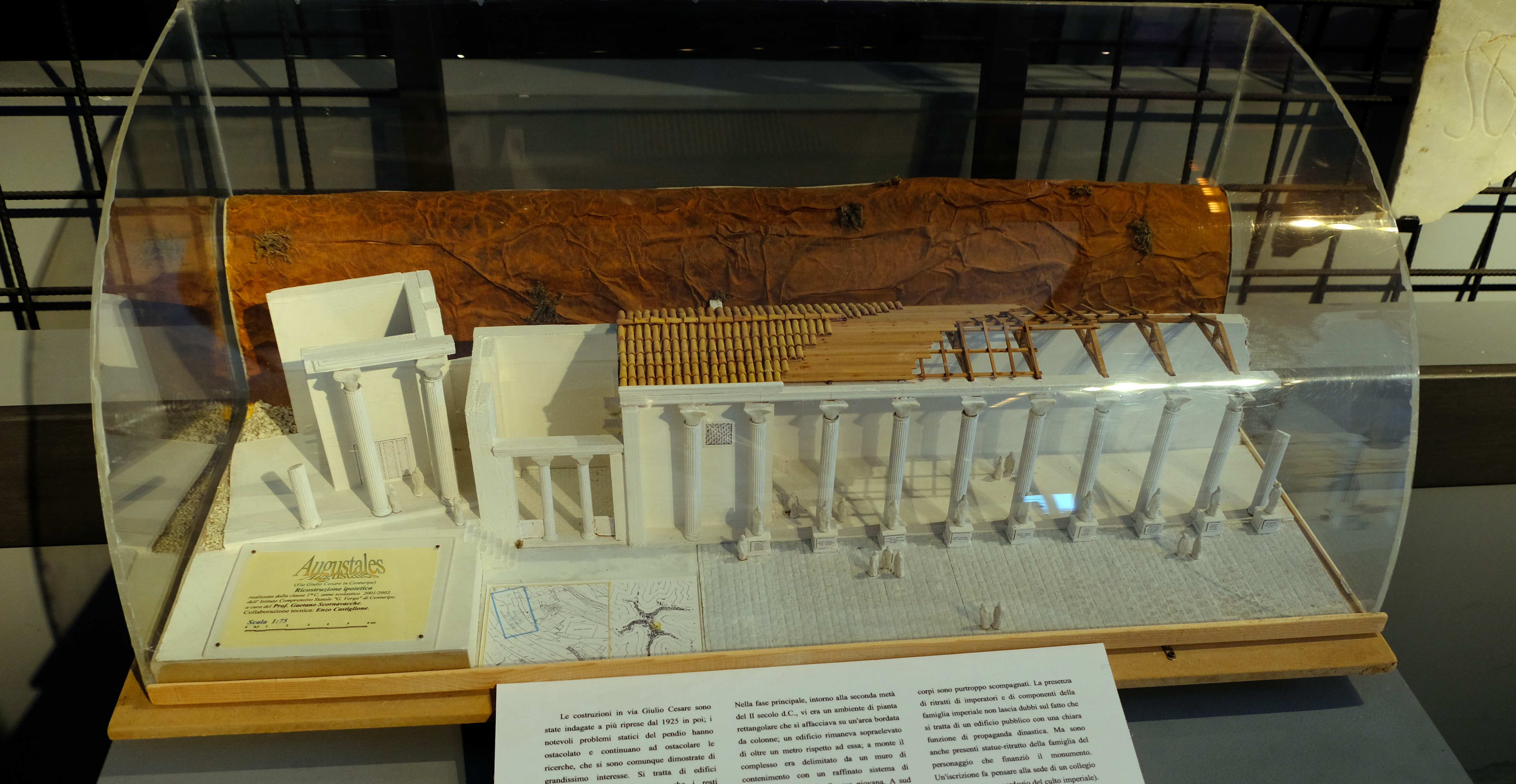
Reconstruction du complexe Augustéen

### Mezzanine
Matériel appartenant à l'ancienne collection municipale sans données de fouille. Répertoire de contrefaçons, de matériaux excavés illégalement et récupérés.

### Niveau 2
Matériel de la nécropole, équipement funéraire, affichage des rites et coutumes de l'époque.

### Niveau 3
Ce plan est entièrement consacré aux expositions temporaires.

## Articles liés
- Musée archéologique d'Aidone
- Musée archéologique régional d'Enna
- Musée archéologique régional de Syracuse